# Alexander Kamp
Alexander Kamp Egested (* 14. prosince 1993) je dánský profesionální silniční cyklista jezdící za UCI ProTeam Tudor Pro Cycling Team.

## Hlavní výsledky
2010
Trofeo Karlsberg
7. místo celkově
2011
Trofeo Karlsberg
4. místo celkově
2013
vítěz Grand Prix de la ville de Nogent-sur-Oise
Národní šampionát
2. místo silniční závod do 23 let
2015
vítěz Skive–Løbet
vítěz GP Horsens
2. místo Fyen Rundt
Národní šampionát
3. místo silniční závod
Mistrovství světa
5. místo silniční závod do 23 let
6. místo Dwars door Drenthe
7. místo Hadeland GP
7. místo Ringerike GP
Flèche du Sud
8. místo celkově
Danmark Rundt
9. místo celkově
2016
Národní šampionát
 vítěz silničního závodu
vítěz GP Horsens
Danmark Rundt
7. místo celkově
2017
Tour du Loir-et-Cher
 celkový vítěz
 vítěz bodovací soutěže
vítěz 4. etapy
International Tour of Rhodes
vítěz 3. etapy
Národní šampionát
3. místo silniční závod
5. místo GP Viborg
2018
vítěz Sundvolden GP
vítěz Lillehammer GP
Kolem Norska
2. místo celkově
vítěz 5. etapy
2. místo Ringerike GP
Tour du Loir-et-Cher
6. místo celkově
6. místo GP Horsens
2019
Circuit des Ardennes
 celkový vítěz
vítěz 2. etapy
Settimana Internazionale di Coppi e Bartali
 vítěz bodovací soutěže
Tour de Yorkshire
4. místo celkově
vítěz 3. etapy
8. místo Brabantský šíp
2022
Národní šampionát
 vítěz silničního závodu
3. místo Bretagne Classic
5. místo Amstel Gold Race
2023
Région Pays de la Loire Tour
 celkový vítěz
Kolem Norska
5. místo celkově
5. místo Grosser Preis des Kantons Aargau
Danmark Rundt
6. místo celkově
6. místo Brabantský šíp
7. místo Grand Prix Cycliste de Québec
9. místo Amstel Gold Race

### Výsledky na Grand Tours
| Grand Tour      | 2020 | 2021 | 2022 | 2023 | 2024 |
| --------------- | ---- | ---- | ---- | ---- | ---- |
| Giro d'Italia   | —    | —    | —    | —    | 110  |
| Tour de France  | —    | —    | —    | —    | —    |
| Vuelta a España | DNF  | —    | —    | —    | —    |

### Výsledky na klasikách
| Monument                        | 2019 | 2020      | 2021      | 2022 | 2023 | 2024 |
| ------------------------------- | ---- | --------- | --------- | ---- | ---- | ---- |
| Milán – San Remo                | —    | —         | —         | —    | —    | 161  |
| Kolem Flander                   | —    | —         | —         | —    | —    | —    |
| Paříž–Roubaix                   | —    | NS        | —         | —    | —    | —    |
| Lutych–Bastogne–Lutych          | —    | 63        | 39        | —    | —    | —    |
| Giro di Lombardia               | —    | —         | —         | —    | —    |      |
| Klasika                         | 2019 | 2020      | 2021      | 2022 | 2023 | 2024 |
| Strade Bianche                  | —    | —         | —         | 38   | —    | DNF  |
| Brabantský šíp                  | 8    | DNF       | —         | 61   | 6    | 50   |
| Amstel Gold Race                | —    | NS        | DNF       | 5    | 9    | 27   |
| Valonský šíp                    | —    | 118       | 89        | DNF  | —    | —    |
| Bretagne Classic                | —    | 68        | —         | 3    | 49   |      |
| Grand Prix Cycliste de Québec   | —    | Nejelo se | Nejelo se | 15   | 7    |      |
| Grand Prix Cycliste de Montréal | —    | Nejelo se | Nejelo se | 57   | 41   |      |
| Paříž–Tours                     | —    | —         | 72        | —    | —    |      |

| —   | Nezúčastnil se |
| DNF | Nedokončil     |
| NS  | Nejelo se      |